# Arraute-Charritte
Arraute-Charritte (en euskera Arrueta-Sarrikota) es una localidad y comuna francesa, situada en el departamento de Pirineos Atlánticos, en la región de Aquitania. Pertenece al territorio histórico vascofrancés de Baja Navarra y del Pays de Mixe.
Administrativamente también depende del Distrito de Bayona y del Cantón de País de Bidache, Amikuze y Ostibarre.

## Heráldica
En campo de sinople, un león rampante, de plata.

## Demografía
| Gráfica de evolución demográfica de Arraute-Charritte entre 1800 y 2012 |
|                                                                         |

El resultado del año 1800 es la suma final de todos los datos parciales obtenidos antes de la creación de la comuna (27 de junio de 1842).
Fuentes: Ldh/EHESS/Cassini e INSEE.